# Automotive Hall of Fame
L'Automotive Hall of Fame è la Hall of Fame per le figure che si sono maggiormente distinte nel campo dell'industria dell'automobile.  Fondata nel 1939, l'associazione che assegna l'onorificenza aprì nel 1971 un museo permanente a Midland, nel Michigan, per poi trasferirsi nel 1997 nella nuova sede situata a Dearborn (Michigan).

## Hall of Fame
| Personaggio                                                                     | Anno inserimento |
| ------------------------------------------------------------------------------- | ---------------- |
| Giovanni Agnelli (FIAT)                                                         | 2002             |
| O. Donavan Allen                                                                | 1974             |
| John W. Anderson                                                                | 1972             |
| Mario Andretti                                                                  | 2005             |
| Zora Arkus-Duntov                                                               | 1991             |
| Clarence W. Avery                                                               | 1990             |
| Warren E. Avis (Avis rent)                                                      | 2000             |
| Robert Bamford                                                                  | 2013             |
| Béla Barényi                                                                    | 1994             |
| Vincent Hugo Bendix (Bendix Corporation)                                        | 1984             |
| Walter Owen Bentley (Bentley Motors Limited)                                    | 1995             |
| Craig Breedlove                                                                 | 2009             |
| Bertha Benz (Benz Patent Motorwagen)                                            | 2016             |
| Karl Benz (Benz Patent Motorwagen)                                              | 1984             |
| Nuccio Bertone (carrozzeria Bertone)                                            | 2006             |
| Nils Bohlin                                                                     | 1999             |
| Robert Bosch (Robert Bosch GmbH)                                                | 1984             |
| Charles A. Bott                                                                 | 1990             |
| Ernest R. Breech                                                                | 1979             |
| Allen K. Breed                                                                  | 1999             |
| Carl Breer (ZSB)                                                                | 1976             |
| Edward G. Budd                                                                  | 1985             |
| Gordon M. Buehrig                                                               | 1989             |
| Ettore Bugatti (Bugatti)                                                        | 2000             |
| David D. Buick (Buick Motor Company)                                            | 1974             |
| Philip Caldwell                                                                 | 1990             |
| Richard Caleal                                                                  | 2009             |
| Frank J. Campbell                                                               | 1996             |
| Michael Cardone                                                                 | 1994             |
| Walter F. Carey                                                                 | 1981             |
| Francois Castaing                                                               | 2010             |
| Albert C. Champion                                                              | 1977             |
| Roy D. Chapin, Jr                                                               | 1984             |
| Roy D. Chapin, Sr                                                               | 1972             |
| Louis Chevrolet (Chevrolet)                                                     | 1969             |
| Walter Chrysler (Chrysler, Chrysler Group)                                      | 1967             |
| André Citroën (Citroën)                                                         | 1998             |
| J. Harwood Cochrane                                                             | 1991             |
| David E. Cole                                                                   | 2013             |
| Edward N. Cole                                                                  | 1977             |
| Archie T. Colwell                                                               | 1988             |
| Errett Lobban Cord (Cord holding)                                               | 1976             |
| James Couzens                                                                   | 2012             |
| Frederick C. Crawford                                                           | 1983             |
| Lewis M. Crosley                                                                | 2010             |
| Powel Crosley Jr.                                                               | 2010             |
| Clessie L. Cummins                                                              | 1973             |
| Harlow H. Curtice                                                               | 1971             |
| Gottlieb Daimler (Daimler-Motoren-Gesellschaft)                                 | 1978             |
| Charles A. Dana                                                                 | 1978             |
| Howard Darrin                                                                   | 2010             |
| Edward Davis                                                                    | 1996             |
| Ralph De Palma                                                                  | 1973             |
| Joseph R. Degnan                                                                | 1997             |
| W. Edwards Deming                                                               | 1991             |
| Rudolf Diesel (motore Diesel)                                                   | 1978             |
| Arthur O. Dietz                                                                 | 1983             |
| Abner Doble                                                                     | 1972             |
| Horace E. Dodge                                                                 | 1981             |
| John F. Dodge                                                                   | 1997             |
| Frederic G. Donner                                                              | 1994             |
| Harold D. Draper                                                                | 1991             |
| Fred S. Duesenburg                                                              | 1970             |
| John Dunlop (Dunlop Pneumatic Tyre Company)                                     | 2005             |
| William C. Durant (Buick, General Motors, Chevrolet, Frigidaire, Durant Motors) | 1968             |
| Charles Duryea                                                                  | 1973             |
| Frank Duryea                                                                    | 1996             |
| Dale Earnhardt                                                                  | 2006             |
| Harley J. Earl                                                                  | 1986             |
| Joseph O. Eaton                                                                 | 1983             |
| John E. Echlin                                                                  | 1985             |
| Thomas Edison                                                                   | 1969             |
| Elliot M. Estes                                                                 | 1999             |
| Henry T. Ewald                                                                  | 1996             |
| Virgil Exner                                                                    | 1995             |
| Battista Farina                                                                 | 2004             |
| Enzo Ferrari (omonima casa automobilistica e la Scuderia Ferrari)               | 2000             |
| Harvey S. Firestone, Jr                                                         | 1975             |
| Harvey S. Firestone, Sr                                                         | 1974             |
| Carl G. Fisher                                                                  | 1971             |
| Alfred J. Fisher                                                                | 1995             |
| Charles T. Fisher                                                               | 1995             |
| Fred J. Fisher                                                                  | 1995             |
| William A. Fisher                                                               | 1995             |
| Edward A. Fisher                                                                | 1995             |
| Lawrence P. Fisher                                                              | 1995             |
| Howard A. Fisher                                                                | 1995             |
| Walter E. Flanders                                                              | 1994             |
| Edsel Ford (Ford)                                                               | 1968             |
| Henry Ford (Ford)                                                               | 1967             |
| Henry Ford II (Ford)                                                            | 1983             |
| A.J. Foyt                                                                       | 2007             |
| Bill France Sr. (NASCAR)                                                        | 2004             |
| Bill France Jr.                                                                 | 2006             |
| Herbert H. Franklin                                                             | 1972             |
| Carlyle Fraser                                                                  | 1981             |
| Douglas A. Fraser                                                               | 2000             |
| Joseph W. Frazer                                                                | 2010             |
| Martin Fromm                                                                    | 1993             |
| Thomas N. Frost                                                                 | 1970             |
| Thomas Gale                                                                     | 2012             |
| Robert "Bob" Galvin                                                             | 2008             |
| Don Garlits                                                                     | 2004             |
| Joe Girard                                                                      | 2001             |
| Giorgetto Giugiaro                                                              | 2002             |
| John E. Goerlich                                                                | 1990             |
| Martin E. Goldman                                                               | 1981             |
| Andy Granatelli                                                                 | 2003             |
| Richard H. Grant                                                                | 1971             |
| Dan Gurney                                                                      | 2007             |
| Zenon C.R. Hansen                                                               | 1983             |
| Donald Healey                                                                   | 2004             |
| Phil Hill                                                                       | 2008             |
| Max Hoffman                                                                     | 2003             |
| William E. Holler                                                               | 1969             |
| Earl Holley                                                                     | 1995             |
| George M. Holley, Sr.                                                           | 1995             |
| Sōichirō Honda                                                                  | 1989             |
| August Horch                                                                    | 2000             |
| Wayne Huizenga                                                                  | 2006             |
| Anton Hulman, Jr                                                                | 1978             |
| Lee Hunter                                                                      | 1992             |
| J.R. Hyde III                                                                   | 2004             |
| Lee A. Iacocca                                                                  | 1994             |
| Bob Irvin                                                                       | 2008             |
| Shojiro Ishibashi                                                               | 2006             |
| Alec Issigonis                                                                  | 2003             |
| Thomas B. Jeffery                                                               | 1975             |
| Fred Jones                                                                      | 1994             |
| Edward "Ned" Jordan                                                             | 2010             |
| Henry B. Joy                                                                    | 2003             |
| Albert Kahn                                                                     | 2012             |
| Henry J. Kaiser                                                                 | 2010             |
| Wunibald Kamm                                                                   | 2009             |
| Yutaka Katayama                                                                 | 1998             |
| K.T. Keller                                                                     | 1971             |
| Frank D. Kent                                                                   | 1989             |
| Charles F. Kettering                                                            | 1967             |
| Charles Brady King                                                              | 2007             |
| William S. Knudsen                                                              | 1968             |
| John W. Koons, Sr                                                               | 1988             |
| Ferruccio Lamborghini                                                           | 2022             |
| Edward C. Larson                                                                | 1984             |
| Elliott Lehman                                                                  | 1993             |
| Henry M. Leland                                                                 | 1973             |
| Paul Weeks Litchfield                                                           | 1984             |
| Raymond Loewy                                                                   | 1997             |
| Wilton D. Looney                                                                | 1992             |
| J. Edward Lundy                                                                 | 2003             |
| Robert Lutz                                                                     | 2013             |
| William Lyons                                                                   | 2005             |
| John M. Mack                                                                    | 1972             |
| Sergio Marchionne                                                               | 2019             |
| Lionel Martin                                                                   | 2013             |
| Wilhelm Maybach                                                                 | 1996             |
| Frank E. McCarthy                                                               | 2002             |
| Denise McCluggage                                                               | 2001             |
| Robert B. McCurry                                                               | 1997             |
| Brouwer D. McIntyre                                                             | 1975             |
| Robert Samuel McLaughlin                                                        | 1973             |
| Robert S. McNamara                                                              | 1995             |
| Rene C. McPherson                                                               | 1991             |
| William Metzger                                                                 | 2008             |
| Edouard Michelin                                                                | 2002             |
| André Michelin                                                                  | 2002             |
| Arjay Miller                                                                    | 2006             |
| Harry A. Miller                                                                 | 2003             |
| William L. Mitchell                                                             | 1993             |
| Hubert C. Moog                                                                  | 1988             |
| Charles S. Mott                                                                 | 1973             |
| Shirley Muldowney                                                               | 2005             |
| Thomas A. Murphy                                                                | 1990             |
| Charles W. Nash                                                                 | 1975             |
| Henry J. Nave                                                                   | 1992             |
| Heinrich Nordhoff                                                               | 1985             |
| Barney Oldfield                                                                 | 1968             |
| Ransom E. Olds                                                                  | 1968             |
| Carl Opel                                                                       | 1998             |
| Ludwig Opel                                                                     | 1998             |
| Wilhelm Opel                                                                    | 1998             |
| Friedrich Opel                                                                  | 1998             |
| Heinrich Opel                                                                   | 1998             |
| Nikolaus Otto                                                                   | 1996             |
| James Ward Packard                                                              | 1999             |
| William Doud Packard                                                            | 1999             |
| Wally Parks                                                                     | 2000             |
| Thomas S. Perry                                                                 | 1996             |
| Donald E. Petersen                                                              | 1992             |
| Richard Petty                                                                   | 2002             |
| Armand Peugeot                                                                  | 1999             |
| Charles M. Pigott                                                               | 1998             |
| Charles J. Pilliod                                                              | 1992             |
| Sergio Pininfarina                                                              | 2007             |
| Harold A. Poling                                                                | 1999             |
| Ralph Lane Polk                                                                 | 2001             |
| Ferdinand Porsche                                                               | 1987             |
| Heinz Prechter                                                                  | 2004             |
| William A. Raftery                                                              | 1997             |
| Alice Huyler Ramsey                                                             | 2000             |
| Louis Renault                                                                   | 2003             |
| Walter P. Reuther                                                               | 1990             |
| Eddie Rickenbacker                                                              | 1973             |
| James M. Roche                                                                  | 1992             |
| Willard F. Rockwell                                                             | 1980             |
| George W. Romney                                                                | 1995             |
| Frederick Henry Royce                                                           | 1991             |
| James A. Ryder                                                                  | 1985             |
| Bruno Sacco                                                                     | 2006             |
| George Schuster                                                                 | 2010             |
| Mort Schwartz                                                                   | 2008             |
| Louis Schwitzer                                                                 | 1970             |
| Kenneth W. Self                                                                 | 1994             |
| Wilbur Shaw                                                                     | 1987             |
| Carroll Shelby                                                                  | 1992             |
| Owen R. Skelton                                                                 | 2002             |
| Alfred P. Sloan                                                                 | 1967             |
| Arthur O. Smith                                                                 | 1988             |
| Lloyd R. Smith                                                                  | 1988             |
| John F. Smith, Jr.                                                              | 2005             |
| Charles E. Sorensen                                                             | 2001             |
| Hal Sperlich                                                                    | 2009             |
| Clarence W. Spicer                                                              | 1995             |
| Francis E. Stanley                                                              | 1996             |
| Freelan O. Stanley                                                              | 1996             |
| Jackie Stewart                                                                  | 2013             |
| Walter W. Stillman                                                              | 1987             |
| John W. Stokes                                                                  | 1970             |
| William B. Stout                                                                | 2001             |
| Robert A. Stranahan                                                             | 1979             |
| John Studebaker                                                                 | 2005             |
| Harry C. Stutz                                                                  | 1993             |
| Genichi Taguchi                                                                 | 1997             |
| Walter C. Teagle                                                                | 1974             |
| Ralph R. Teetor                                                                 | 1988             |
| John J. Telnack                                                                 | 2008             |
| Mickey Thompson                                                                 | 2009             |
| Henry H. Timken                                                                 | 1977             |
| Eiji Toyoda                                                                     | 1994             |
| Shoichiro Toyoda                                                                | 2007             |
| Preston Tucker                                                                  | 1999             |
| Edwin J. Umphrey                                                                | 1974             |
| Jesse G. Vincent                                                                | 1971             |
| Eberhard von Kuenheim                                                           | 2004             |
| Roy Warshawsky                                                                  | 2001             |
| Elmer H. Wavering                                                               | 1989             |
| J. Irving Whalley                                                               | 1981             |
| Rollin H. White                                                                 | 1997             |
| Walter C. White                                                                 | 1997             |
| Windsor T. White                                                                | 1997             |
| John L. Wiggins                                                                 | 1975             |
| C. Harold Wills                                                                 | 1970             |
| John Willys                                                                     | 2008             |
| Charles Erwin Wilson                                                            | 1969             |
| Alexander Winton                                                                | 2005             |
| Jiro Yanase                                                                     | 2004             |
| Fred M. Young                                                                   | 1986             |
| Fred M. Zeder                                                                   | 1998             |
| Ferdinand Graf von Zeppelin                                                     | 1998             |

## Premio per il manager dell'anno
2008 – Richard Colliver
2007 – Phil Brady
2006 – James E. Press
2005 – Dieter Zetsche
2004 – Carlos Ghosn
2003 – Michael J. Jackson
2002 – G. Richard Wagoner, Jr.
2001 – Fujio Cho
2000 – Kenneth Way
1999 – John Smith Jr.
1998 – Southwood Morcott
1997 – Alex Trotman
1996 – Richard Dauch
1995 – Robert Eaton
1994 – Roger Penske
1993 – Harold Poling
1992 – Frederick Mancheski
1991 – John Grettenberger
1990 – Heinz Prechter
1989 – Dr. Ruben Mettler
1988 – Robert Galvin
1987 – Donald Petersen
1986 – Roger B. Smith
1985 – John Curcio
1984 – Philip Caldwell
1983 – Roger B. Smith
1982 – Lee Iacocca